# Décomposition d'une matrice en éléments propres
En algèbre linéaire, la décomposition d'une matrice en éléments propres est la factorisation de la matrice en une forme canonique où les coefficients matriciels sont obtenus à partir des valeurs propres et des vecteurs propres.

## Aspects théoriques de la détermination des valeurs propres et vecteurs propres d'une matrice
Un vecteur non nul v à N lignes est un vecteur propre d'une matrice carrée A à N lignes et N colonnes si et seulement si il existe un scalaire λ tel que :
{\displaystyle \mathbf {A} \mathbf {v} =\lambda \mathbf {v} }
où λ est appelé valeur propre associée à v. Cette dernière équation est appelée « équation aux valeurs propres ».
Ces valeurs propres sont les solutions de l'équation :
{\displaystyle p\left(\lambda \right):=\det \left(\mathbf {A} -\lambda \mathbf {I} \right)=0.\!\ }
On appelle p(λ) le polynôme caractéristique de A, et cette équation, l'équation caractéristique, est une équation polynomiale de degré N dont λ est l'inconnue. Cette équation admet Nλ solutions distinctes, avec 1 ≤ Nλ ≤ N. L'ensemble des solutions, i. e. des valeurs propres, est appelé le spectre de A.  
On peut factoriser p :
{\displaystyle p\left(\lambda \right)=(\lambda -\lambda _{1})^{n_{1}}(\lambda -\lambda _{2})^{n_{2}}\cdots (\lambda -\lambda _{k})^{n_{k}}=0\!\ }
avec
{\displaystyle \sum \limits _{i=1}^{N_{\lambda }}{n_{i}}=N.}
Pour chaque valeur propre λi, on a une équation particulière :
{\displaystyle \left(\mathbf {A} -\lambda _{i}\mathbf {I} \right)\mathbf {v} =0,}
qui admet mi vecteurs solutions linéairement indépendants, formant une base de l'espace de toutes les solutions (le sous-espace propre associé à la valeur propre λi). Il est important de remarquer que cette multiplicité géométrique mi peut être égale ou pas à la multiplicité algébrique ni, mais qu'on a toujours :  1 ≤ mi ≤ ni.
Le cas le plus simple est évidemment mi = ni = 1.
Le nombre de vecteurs propres indépendants de la matrice, noté ici Nv, est égal à la somme :
{\displaystyle \sum \limits _{i=1}^{N_{\lambda }}{m_{i}}=N_{\mathbf {v} }.}
Les vecteurs propres peuvent alors être indexés par leurs valeurs propres respectives, avec un double indice : on appellera alors vi,j le j-ième vecteur propre associé à la i-ième valeur propre.  Les vecteurs propres  peuvent aussi être notés plus simplement, avec un seul indice : vk, avec k = 1, 2, ... , Nv.

## Décomposition d'une matrice en éléments propres
Soit A une matrice carrée (N lignes et N colonnes) admettant N vecteurs propres linéairement indépendants, {\displaystyle q_{i}\,\,(i=1,\dots ,N).}  Alors, A peut s'écrire sous la forme :
{\displaystyle \mathbf {A} =\mathbf {Q} \mathbf {\Lambda } \mathbf {Q} ^{-1}}
Où la matrice de passage Q est une matrice carrée (à N lignes et N colonnes) dont la i-ième colonne est le vecteur propre {\displaystyle q_{i}} de A et Λ est la matrice diagonale dont les coefficients diagonaux sont les valeurs propres, i.e., {\displaystyle \Lambda _{ii}=\lambda _{i}}.  
Les vecteurs propres {\displaystyle q_{i}\,\,(i=1,\dots ,N)} sont souvent choisis unitaires, mais pas toujours.

### Inversion d'une matrice via sa décomposition en éléments propres
Si une matrice carrée A est diagonalisable et que toutes ses valeurs propres sont non nulles, alors A est inversible, et son inverse vaut :
{\displaystyle \mathbf {A} ^{-1}=\mathbf {Q} \mathbf {\Lambda } ^{-1}\mathbf {Q} ^{-1}.}
Or, Λ étant diagonale, les coefficients de son inverse se calculent trivialement :
{\displaystyle \left[\Lambda ^{-1}\right]_{ii}={\frac {1}{\lambda _{i}}}}

## Conséquences sur le calcul des puissances
La décomposition en éléments simples permet de calculer facilement les fonctions polynomiales de matrices. Si f(x) s'écrit
{\displaystyle f(x)=a_{0}+a_{1}x+a_{2}x^{2}+\cdots }
alors, on sait que : 
{\displaystyle f\left(\mathbf {A} \right)=\mathbf {Q} f\left(\mathbf {\Lambda } \right)\mathbf {Q} ^{-1}}
et Λ étant diagonale, un polynôme en Λ est très facile à calculer :
{\displaystyle \left[f\left(\mathbf {\Lambda } \right)\right]_{ii}=f\left(\lambda _{i}\right).}
Les coefficients non diagonaux de f(Λ) sont nuls ; f(Λ) est donc également diagonale. Le calcul de f(A) revient donc à calculer l'image par f de chaque valeur propre.
Exemples
- {\displaystyle \mathbf {A} ^{2}=(\mathbf {Q} \mathbf {\Lambda } \mathbf {Q} ^{-1})(\mathbf {Q} \mathbf {\Lambda } \mathbf {Q} ^{-1})=\mathbf {Q} \mathbf {\Lambda } (\mathbf {Q} ^{-1}\mathbf {Q} )\mathbf {\Lambda } \mathbf {Q} ^{-1}=\mathbf {Q} \mathbf {\Lambda } ^{2}\mathbf {Q} ^{-1}}
- {\displaystyle \mathbf {A} ^{n}=\mathbf {Q} \mathbf {\Lambda } ^{n}\mathbf {Q} ^{-1}}

Une technique similaire s'applique plus généralement au calcul fonctionnel holomorphe, en utilisant la formule
{\displaystyle \mathbf {A} ^{-1}=\mathbf {Q} \mathbf {\Lambda } ^{-1}\mathbf {Q} ^{-1}}
ci-dessus. On trouve encore
{\displaystyle \left[f\left(\mathbf {\Lambda } \right)\right]_{ii}=f\left(\lambda _{i}\right).}

## Cas particuliers de décomposition en éléments simples

### Matrices symétriques réelles
Toute matrice symétrique réelle à N lignes et N colonnes admet N vecteurs propres linéairement indépendants. De plus, ces vecteurs peuvent être choisis de façon à être orthogonaux deux à deux et unitaires. Donc, toute matrice symétrique réelle A peut s'écrire sous la forme :
{\displaystyle \mathbf {A} =\mathbf {Q} \mathbf {\Lambda } \mathbf {Q} ^{T}}
où Q est une matrice orthogonale, et Λ est une matrice diagonale réelle.

### Matrices normales
De la même façon, une matrice normale complexe admet une base orthonormale de vecteurs propres, et peut donc s'écrire sous la forme :
{\displaystyle \mathbf {A} =\mathbf {U} \mathbf {\Lambda } \mathbf {U} ^{H}}
où U est une matrice unitaire. De plus, si A est hermitienne, la matrice diagonale Λ a tous ses coefficients réels, et si A est unitaire, les coefficients diagonaux de Λ ont tous pour module 1.